# Златна Ливада
Зла́тна Лива́да (болг. Златна ливада) — село в Старозагорській області Болгарії. Входить до складу общини Чирпан.

## Населення
За даними перепису населення 2011 року у селі проживали 63 особи, усі — болгари.
Розподіл населення за віком у 2011 році:
Динаміка населення: